# 水になった村
『水になった村』(みずになったむら)は、日本のドキュメンタリー映画。写真家・映画監督の大西暢夫による、初の監督映画作品。2007年（平成19年）公開。配給は大西暢夫。第16回EARTH VISION 地球環境映像祭最優秀賞受賞。
東京・ポレポレ東中野でロードショー、2011年（平成23年）DVD発売記念アンコール・モーニングショー。自主上映会用のDVCAM貸し出しも行っている。徳山会館（徳山湖畔にある旧徳山村の歴史・文化を後世に伝えることを目的とした施設）で不定期上映、DVD販売されている。

## 概要
ダム建設のために廃村になった岐阜県揖斐郡徳山村。移転地へ離村後、村に戻ってきて元の山村生活を続けるジジババたち。美しい村の自然や暮らしの風景、失われる村の記録を残すために通ってくるカメラマンの青年とジジババたちの交流、徳山ダム試験湛水から完成、高齢になっての移転地での暮らしを描く。定点観測や長期にわたる撮影などから得られる稀有な映像。監督の大西暢夫が東京から徳山村まで約10時間、500㎞の道のりを通い続けた15年間の記録映画。

## キャスト
- 徳田じょ
- 廣瀬司
- 廣瀬ゆきゑ
- 廣瀬ハツヨ
- 小西政治郎
- 小西かの
- 小西庄司
- 小西みさ子
- 徳田みつ子
- 村山みつ子

## スタッフ
- 監督・撮影・写真：大西暢夫
- 企画・製作：本橋成一
- 編集：土井康一
- 録音：米山靖
- 整音：渡辺丈彦
- 音楽：林祐介
- 音楽コーディネーター：和田亨
- 音響助手：井上久美子
- 製作：ポレポレタイムス社
- 挿入歌：『星めぐりのうた』　歌：李政美　編曲・ギター：佐久間順平　作詞・作曲：宮沢賢治

## ロケ地
岐阜県揖斐郡徳山村。福井県との県境に位置する、揖斐川上流にあった山深い村。下開田、上開田、本郷、山手、櫨原、塚、戸入、門入の全八集落。

## 関連書籍
- 『僕の村の宝物 ダムに沈む徳山村 山村生活記』（1998年 情報センター出版局）ISBN 4-7958-2652-8
- 『おばあちゃんは木になった』（2002年 ポプラ社） ISBN 4-591-07241-X　第8回日本絵本賞　全国学校図書館協議会選定図書[8]
- 『水になった村 ダムに沈む村に生き続けたジジババたちの物語』（2008年  情報センター出版局）ISBN 978-4-7958-4792-7
- 『徳山村に生きる 季節の記憶』（2009年 農文協）ISBN 978-4-540-08304-4[8]
- 『ホハレ峠 ダムに沈んだ徳山村百年の軌跡』（2020年 彩流社）ISBN 978-4-7791-2643-7　第36回農業ジャーナリスト賞[9]